# Ácido hidrácido

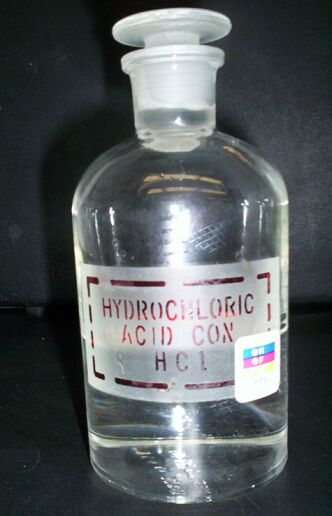
Ácido clorhídrico (disolución acuosa de cloruro de hidrógeno), un hidrácido

En química, un ácido hidrácido, hidrácido o ácido binario es un compuesto binario obtenido por combinación del hidrógeno con un no metal del grupo 17 (halógeno) o un elemento diferente del oxígeno del grupo 16 (anfígeno) de la tabla periódica de los elementos.Las propiedades ácidas de estos compuestos se manifiestan tanto en estado gaseoso como en disolución acuosa. Los hidrácidos formados con elementos halógenos actúan con estado de oxidación -1 mientras que los formados con elementos anfígenos actúan con estado de oxidación -2. Con estos últimos forman ácidos dipróticos, es decir, ácidos capaces de ceder dos iones H+.
La facilidad de ionización de los ácidos binarios depende de dos factores: la facilidad con que se rompe el enlace entre el hidrógeno y el no metal, y la estabilidad de los iones resultantes en disolución.

## Nomenclatura de los Hidrácidos
La nomenclatura de los hidrácidos diferencia las sustancias gaseosas de sus soluciones ácidas.
En el caso del fluoruro de hidrógeno y el ácido fluorhídrico, sus moléculas se suelen representar como HF. Sin embargo realmente la estructura atómica de esta molécula responde a dos átomos de cada elemento .
En la nomenclatura química se escribe el ácido (HX) y después se indica que está en disolución acuosa (aq o ac) porque de lo contrario se generaría confusión entre las sustancias binarias, covalentes y ácidos. 
Ejemplos:
- HF (aq) (Ácido fluorhídrico)
- HBr (aq) (Ácido bromhídrico)
- HI (aq) (Ácido yodhídrico)
- HCl (aq) (Ácido clorhídrico)
- H2S (aq) (Ácido sulfhídrico)
- H2Se (aq) (Ácido selenhídrico)
- H2Te (aq) (Ácido telurhídrico)
- El ácido cianhídrico (HCN) produce el anión cianuro (CN-).

El ácido sulfhídrico produce el anión sulfuro (S2-) y el anión ácido hidrogenosulfuro o bisulfuro (HS-). Si estos ácidos no se encontrasen en disolución acuosa se les denominaría con la nomenclatura normal para los haluros: fluoruro de hidrógeno, bromuro de hidrógeno, yoduro de hidrógeno, cloruro de hidrógeno, sulfuro de hidrógeno, seleniuro de hidrógeno, telururo de hidrógeno.